# Templo Jangtsa Dumtseg
El lhakhang Jangtsa Dumtseg es un templo budista en Paro, capital del distrito de Paro, al oeste de Bután. El templo es notable por presentar la forma de un chörten, característica poco común en el país. Se encuentra en el borde de una colina entre el valle de Paro y el valle de Dopchari, al otro lado del puente de Paro. La iconografía budista representada en el chörten se considera un repositorio único de la escuela Drukpa Kagyu.

## Topografía
El lhakhang se encuentra al otro lado del Paro Chhu, en la orilla opuesta de la ciudad de Paro, donde forma un "promontorio geomántico" entre los ríos Paro Chhu y Do. Está situado en el camino al Museo nacional de Bután en Paro.

## Leyenda
Según una leyenda local, el lhakhang fue construido por el santo Thangtong Gyalpo para someter a una "fuerza serpentina" que se encontraba en la base del chörten. Otra leyenda explica que fue construido sobre la cabeza de un demonio. Según una fuente de Bután, fue construido "en la punta de una colina que se suelta como una rana para contrarrestar a Sadag (espíritu dueño de la tierra) y Lunyen (poderoso espíritu naga). Se dice que la colina, por la cual el templo está construida, es una serpiente negra viciosa que se mueve hacia abajo ".

## Historia
La estupa-templo fue construida en 1421 (otras fuentes dicen 1433) por un eminente lama tibetano llamado Thangtong Gyalpo (1385-1464), también conocido como Chagzampa, quien es recordado por su construcción de unos ocho puentes de hierro en Bután. Su razón para construir un templo en forma de chörten es porque se dice que inmoviliza a los demonios y proclama la victoria del budismo. En 1841, el vigésimo quinto Je Khenpo, Sherab Gyeltsen restauró el templo con la ayuda de los aldeanos locales, agradeciendo a los donantes grabando sus nombres en los troncos de los árboles que forman las columnas de la planta baja.

## Arquitectura
El lhakhang se concibe como un mandala, con tres pisos correspondientes a los diferentes niveles de iniciación. Se dice que los tres pisos representan el infierno, la tierra y el cielo. Tiene forma de chörten con una torre blanca en la parte superior, muy inusual en Bután. El monasterio contiene muchas escaleras empinadas para llegar a los diferentes niveles. El templo contiene una colección amplia de pinturas e iconografías budistas. La planta baja presenta los Cinco Budas de meditación y las formas de Avalokiteshvara, Guru Rinpoche y Thangton Gyalpo. En el segundo piso hay representaciones de Mahakala en la pared exterior con cien deidades pacíficas e iracundas y en bardo en la pared interior, el estado intermedio entre la muerte y el renacimiento. En el tercer piso hay deidades tántricas. Representados en la pared exterior se encuentran Guhyasamaja, Vajrabhairava, Cakrasamvara, Hevajra, Kalacakra, Vajravārāhī, Hayagriva y Mahamaya.